# Мотвани, Пол
Пол Мотвани (англ. Paul Motwani; 13 июля 1962, Глазго) — шотландский шахматист, гроссмейстер (1992).
В составе сборной Шотландии участник девяти Олимпиад (1986—1996, 2000—2004).
Семикратный чемпион Шотландии (1978, 1986, 1987, 1992, 1993, 2002, 2003).

## Изменения рейтинга
| Графики недоступны из-за технических проблем. См. информацию на Фабрикаторе и на mediawiki.org. |